# 吉田学校
吉田学校（よしだがっこう）は、吉田茂が自らの政治基盤を支え、後進を育てるために集められた国会議員のグループを指す。吉田と同じ官僚出身が多数を占め、吉田学校出身者の多くは吉田の引退後も戦後日本を牽引した。のちに首相となった池田勇人や佐藤栄作らが代表例である。 

## 概要
鳩山一郎の公職追放を受け、外交官から突然自由党総裁に就任することとなった吉田には戦後改革を遂行するうえで、自分の手足となる忠実な部下が少なかった。さらに、吉田は党人派の議員たちが戦前軍部に屈したことや党人派の行政手腕や政策立案能力などに対し、強い不信感を抱き、戦後の混乱を収拾できる行政能力を高める必要性を感じていた。
こういった理由から、吉田は1949年の第24回衆議院議員総選挙に公職追放された旧勢力の公認候補の代わりとして、各省庁から自らの後輩にあたる有能な官僚を送り込み、結果総選挙に圧勝した。吉田はこれら吉田学校生らを強いリーダーシップで率い、戦後日本の政治体制の基礎を固めた。
吉田学校について吉田自身は「授業料を取っていないから、（生徒は）何人かわからない」「和田博雄は最上級生だが、社会党に行ったから中途退学生だ」と語っている。
保守合同で自由民主党が誕生すると、1956年に吉田の側近たちが集まり「丙申会」（旧吉田派）を名乗り始める。当初、吉田や佐藤栄作が自由民主党に参加しなかったことから、旧吉田派は池田勇人の預かりとなった。1956年12月の自民党総裁選をきっかけに旧吉田派は池田勇人派と佐藤栄作派に事実上分裂する。1957年2月に佐藤が自民党に入党すると佐藤派は「周山会」を発足させ、池田派は同年6月に「宏池会」を旗揚げした。

## 主な吉田学校生徒
内閣総理大臣となった人物の氏名は、太字で表記する。

### 第24回衆議院議員総選挙で初当選

#### 官僚
- 池田勇人（大蔵次官、池田行彦義父）
- 前尾繁三郎（大蔵省主税局長）
- 橋本龍伍（内閣官房次長、橋本龍太郎父、橋本岳祖父）
- 福田篤泰（外務省文書課長・秘書官）
- 北沢直吉（外務省参事官・秘書官）
- 岡崎勝男（外務次官）
- 吉武恵市（労働次官）
- 大橋武夫（戦災復興院次長）
- 西村英一（運輸省鉄道総局電気局長）
- 佐藤栄作（運輸次官、佐藤信二父）
- 小金義照（通産省燃料局長官）
- 遠藤三郎（農林省畜産局長）
- 南好雄（通産省東京燃料局長）
- 中村幸八（特許局長官）
- 福井勇（文部省科学官）
- 西村直己（高知県知事）
- 岡田五郎（運輸省大阪鉄道局長）
- 満尾君亮（運輸省鉄道局長）
- 青柳一郎（山口県副知事）
- 藤枝泉介（群馬県副知事）
- 田中啓一（岐阜県副知事）
- 中村清（三重県副知事）
- 塚原俊郎（内務省世論調査課長、塚原俊平父）
- 玉置実（商工省課長）
- 中村純一（逓信院貯金保険局長）
- 福永健司（埼玉県副知事、福永信彦父）
- 坂田英一（農林省課長）

#### 法曹界
- 小玉治行（大審院判事、弁護士）
- 瀬戸山三男
- 守島伍郎（元外務省、弁護士）

#### 財界
- 岡野清豪
- 小山長規
- 小川平二
- 小峰柳多
- 小渕光平（小渕恵三父、小渕優子祖父）
- 鹿野彦吉（鹿野道彦父）
- 久野忠治（民主党から移籍、久野統一郎父）
- 麻生太賀吉（麻生太郎父）

#### 学界
- 青木孝義

#### マスコミ界
- 橋本登美三郎
- 青木正（青木正久父）
- 佐々木盛雄
- 中川俊思（中川秀直義父、中川俊直祖父）
- 本間俊一（本間俊太郎父）
- 篠田弘作
- 天野公義
- 福田一

### 第24回衆議院議員総選挙よりも前に初当選
- 江﨑真澄（江﨑鐵磨・江﨑洋一郎父）
- 小沢佐重喜（小沢一郎父）
- 坂田道太
- 鈴木善幸（日本社会党→社会革新党から移籍、鈴木俊一父）
- 周東英雄（農林省総務局長、物価局長官、内閣副書記官長・内閣官房次長）
- 二階堂進（日本協同党→協同民主党→国民協同党から移籍）
- 原田憲（原田憲治父）
- 平井義一
- 牧野寛索
- 増田甲子七（北海道長官）
- 松野頼三（松野頼久父）
- 亘四郎

#### 初当選後に民主党から移籍
- 小坂善太郎（小坂憲次父）
- 小平久雄
- 佐々木秀世（佐々木秀典父）
- 田中角栄（田中眞紀子父、田中直紀義父）
- 中山マサ（中山太郎・中山正暉母、中山泰秀祖母）
- 根本龍太郎
- 原健三郎
- 保利茂（保利耕輔父）

### 第25回衆議院議員総選挙で初当選
- 大平正芳（森田一義父）
- 黒金泰美
- 内田常雄
- 植木庚子郎
- 加藤精三（加藤紘一父）
- 高見三郎
- 丹羽喬四郎（丹羽雄哉父）
- 灘尾弘吉
- 山崎巌

### 第2回参議院議員通常選挙で初当選
- 愛知揆一（愛知和男義父、愛知治郎祖父）
- 加藤武徳（加藤紀文父）

## 関連作品
- 小説吉田学校
- 疾風の勇人